# Olympische Winterspiele 2018/Teilnehmer (Italien)
| Gelbes Symbol für Goldmedaillen mit stilisierten Olympischen Ringen | Graues Symbol für Silbermedaillen mit stilisierten Olympischen Ringen | Braundes Symbol für Bronzemedaillen mit stilisierten Olympischen Ringen |
| ------------------------------------------------------------------- | --------------------------------------------------------------------- | ----------------------------------------------------------------------- |
| 3                                                                   | 2                                                                     | 5                                                                       |

Italien nahm an den Olympischen Winterspielen 2018 mit 120 Athleten teil, davon 73 Männer und 47 Frauen. Fahnenträgerin bei der Eröffnungsfeier am 9. Februar war die Shorttrackerin Arianna Fontana.
Mit drei Gold-, zwei Silber- und fünf Bronzemedaillen platzierte sich Italien auf Rang zwölf im Medaillenspiegel.

## Medaillen

### Medaillenspiegel
| Rang   | Sportart       | Gold | Silber | Bronze | Gesamt |
| ------ | -------------- | ---- | ------ | ------ | ------ |
| 1      | Shorttrack     | 1    | 1      | 1      | 3      |
| 2      | Ski Alpin      | 1    | —      | 1      | 2      |
| 3      | Snowboard      | 1    | —      | —      | 1      |
| 4      | Skilanglauf    | —    | 1      | —      | 1      |
| 5      | Biathlon       | —    | —      | 2      | 2      |
| 6      | Eisschnelllauf | —    | —      | 1      | 1      |
| Gesamt | Gesamt         | 3    | 2      | 5      | 10     |

### Medaillengewinner
| Name/n                                                         | Sportart       | Wettkampf                 |
| -------------------------------------------------------------- | -------------- | ------------------------- |
| Gold                                                           |                |                           |
| Arianna Fontana                                                | Shorttrack     | 500 m (Frauen)            |
| Michela Moioli                                                 | Snowboard      | Snowboardcross (Frauen)   |
| Sofia Goggia                                                   | Ski Alpin      | Abfahrt (Frauen)          |
| Silber                                                         |                |                           |
| Federico Pellegrino                                            | Skilanglauf    | Sprint klassisch (Männer) |
| Arianna Fontana Cecilia Maffei Lucia Peretti Martina Valcepina | Shorttrack     | 3000 m Staffel (Frauen)   |
| Bronze                                                         |                |                           |
| Dominik Windisch                                               | Biathlon       | Sprint (Männer)           |
| Federica Brignone                                              | Ski Alpin      | Riesenslalom (Frauen)     |
| Nicola Tumolero                                                | Eisschnelllauf | 10.000 m (Männer)         |
| Lisa Vittozzi Dorothea Wierer Lukas Hofer Dominik Windisch     | Biathlon       | Mixed-Staffel             |
| Arianna Fontana                                                | Shorttrack     | 1000 m (Frauen)           |

## Teilnehmer nach Sportarten

### Biathlon
| Athleten                                                         | Wettbewerbe                   | Zeit        | Fehler          | Rang   |
| ---------------------------------------------------------------- | ----------------------------- | ----------- | --------------- | ------ |
| Frauen                                                           |                               |             |                 |        |
| Nicole Gontier                                                   | 7,5 km Sprint                 | 23:20,0 min | 3 (2+1)         | 44     |
| Nicole Gontier                                                   | 10 km Verfolgung              | 35:37,6 min | 7 (3+1+1+2)     | 48     |
| Nicole Gontier                                                   | 15 km Einzel                  | 45:32,5 min | 4 (1+1+1+1)     | 38     |
| Alexia Runggaldier                                               | 15 km Einzel                  | 45:15,0 min | 2 (0+0+1+1)     | 33     |
| Federica Sanfilippo                                              | 7,5 km Sprint                 | 24:30,1 min | 3 (2+1)         | 69     |
| Lisa Vittozzi                                                    | 7,5 km Sprint                 | 21:46,7 min | 1 (0+1)         | 6      |
| Lisa Vittozzi                                                    | 10 km Verfolgung              | 32:34,6 min | 4 (1+2+0+1)     | 11     |
| Lisa Vittozzi                                                    | 12,5 km Massenstart           | 36:08,6 min | 2 (1+0+0+1)     | 4      |
| Lisa Vittozzi                                                    | 15 km Einzel                  | 45:11,8 min | 3 (0+2+0+1)     | 32     |
| Dorothea Wierer                                                  | 7,5 km Sprint                 | 22:20,3 min | 2 (0+2)         | 18     |
| Dorothea Wierer                                                  | 10 km Verfolgung              | 32:48,4 min | 5 (2+2+1+0)     | 15     |
| Dorothea Wierer                                                  | 12,5 km Massenstart           | 36:10,3 min | 1 (0+0+0+1)     | 6      |
| Dorothea Wierer                                                  | 15 km Einzel                  | 43:15,8 min | 2 (0+1+0+1)     | 7      |
| Lisa Vittozzi Dorothea Wierer Nicole Gontier Federica Sanfilippo | 4 × 6 km Staffel              | 1:13:07,5 h | 4+13 (2+7 2+6)  | 9      |
| Männer                                                           |                               |             |                 |        |
| Dominik Windisch                                                 | 10 km Sprint                  | 23:46,5 min | 1 (0+1)         | Bronze |
| Dominik Windisch                                                 | 12,5 km Verfolgung            | 34:57,9 min | 5 (2+0+0+3)     | 16     |
| Dominik Windisch                                                 | 15 km Massenstart             | 37:07,7 min | 4 (0+1+2+1)     | 17     |
| Dominik Windisch                                                 | 20 km Einzel                  | 52:54,3 min | 5 (2+0+3+0)     | 50     |
| Lukas Hofer                                                      | 10 km Sprint                  | 24:09,8 min | 2 (1+1)         | 10     |
| Lukas Hofer                                                      | 12,5 km Verfolgung            | 34:24,4 min | 3 (1+1+1+0)     | 10     |
| Lukas Hofer                                                      | 15 km Massenstart             | 37:07,7 min | 4 (1+1+0+2)     | 18     |
| Lukas Hofer                                                      | 20 km Einzel                  | 53:54,1 min | 5 (1+2+1+1)     | 63     |
| Giuseppe Montello                                                | 10 km Sprint                  | 25:35,3 min | 2 (0+2)         | 50     |
| Giuseppe Montello                                                | 12,5 km Verfolgung            | 37:21,7 min | 3 (0+0+2+1)     | 39     |
| Giuseppe Montello                                                | 20 km Einzel                  | 52:01,9 min | 3 (1+1+0+1)     | 40     |
| Thomas Bormolini                                                 | 10 km Sprint                  | 25:39,3 min | 2 (1+1)         | 51     |
| Thomas Bormolini                                                 | 12,5 km Verfolgung            | 38:10,7 min | 6 (1+0+4+1)     | 48     |
| Thomas Bormolini                                                 | 20 km Einzel                  | 53:26,6 min | 4 (0+1+2+1)     | 56     |
| Thomas Bormolini Lukas Hofer Giuseppe Montello Dominik Windisch  | 4 × 7,5 km Staffel            | 1:21:35,6 h | 4+16 (1+5 3+11) | 12     |
| Mixed                                                            |                               |             |                 |        |
| Lisa Vittozzi Dorothea Wierer Lukas Hofer Dominik Windisch       | 2 × 6 km + 2 × 7,5 km Staffel | 1:09:01,2 h | 0+7 (0+1 0+6)   | Bronze |

Karin Oberhofer und Thierry Chenal gehörten zum Aufgebot, kamen aber nicht zum Einsatz.

### Bob
| Athleten                                                       | Wettbewerb | Lauf 1  | Lauf 1 | Lauf 2  | Lauf 2 | Lauf 3  | Lauf 3 | Lauf 4        | Lauf 4        | Gesamt      | Gesamt |
| Athleten                                                       | Wettbewerb | Zeit    | Rang   | Zeit    | Rang   | Zeit    | Rang   | Zeit          | Rang          | Zeit        | Rang   |
| -------------------------------------------------------------- | ---------- | ------- | ------ | ------- | ------ | ------- | ------ | ------------- | ------------- | ----------- | ------ |
| Männer                                                         |            |         |        |         |        |         |        |               |               |             |        |
| Simone Bertazzo Simone Fontana Francesco Costa Lorenzo Bilotti | Viererbob  | 49,92 s | 27     | 49,94 s | 24     | 50,02 s | 24     | ausgeschieden | ausgeschieden | 2:29,88 min | 27     |

### Curling
| Wettbewerb  | Männer |
| ----------- | --- |
| Athleten    | Amos Mosaner Joël Retornaz Simone Gonin Daniele Ferrazza Andrea Pilzer                                                          |
| Vorrunde    | Kanada 3:5 Schweiz 7:4 Vereinigte Staaten 10:9 Dänemark 4:6 Japan 5:6 Großbritannien 6:7 Südkorea 6:8 Schweden 3:7 Norwegen 6:4 |
| Halbfinale  | ausgeschieden |
| Finale      | ausgeschieden |
| Platzierung | 9. Platz |

### Eiskunstlauf
| Athleten | Wettbewerbe | Kurzprogramm/-tanz | Kurzprogramm/-tanz | Kür/Kürtanz        | Kür/Kürtanz        | Gesamt | Gesamt |
| Athleten | Wettbewerbe | Punkte             | Rang               | Punkte             | Rang               | Punkte | Rang   |
| --- | ----------- | ------------------ | ------------------ | ------------------ | ------------------ | ------ | ------ |
| Frauen |             |                    |                    |                    |                    |        |        |
| Carolina Kostner | Einzel      | 73,15              | 6                  | 139,29             | 5                  | 212,44 | 5      |
| Giada Russo | Einzel      | 50,88              | 27                 | Kür nicht erreicht | Kür nicht erreicht | 50,88  | 27     |
| Männer |             |                    |                    |                    |                    |        |        |
| Matteo Rizzo | Einzel      | 75,63              | 23                 | 156,78             | 19                 | 232,41 | 21     |
| Mixed |             |                    |                    |                    |                    |        |        |
| Anna Cappellini Luca Lanotte | Eistanz     | 76,57              | 5                  | 108,34             | 6                  | 184,91 | 6      |
| Charlène Guignard Marco Fabbri | Eistanz     | 68,16              | 11                 | 105,31             | 9                  | 173,47 | 10     |
| Nicole Della Monica Matteo Guarise                                                                                                   | Paarlauf    | 74,00              | 9                  | 128,74             | 10                 | 202,74 | 10     |
| Valentina Marchei Ondřej Hotárek | Paarlauf    | 74,50              | 7                  | 142,09             | 6                  | 212,88 | 6      |
| Matteo Rizzo Carolina Kostner Nicole Della Monica & Matteo Guarise Valentina Marchei & Ondřej Hotárek Anna Cappellini & Luca Lanotte | Mannschaft  | 26                 | 4                  | 30                 | 4                  | 56     | 4      |

### Eisschnelllauf
| Frauen                 |          |              |        |
| Francesca Bettrone     | 500 m    | 39,52 s      | 29     |
| Francesca Bettrone     | 1000 m   | 1:17,83 min  | 27     |
| Francesca Bettrone     | 1500 m   | 2:00,43 min  | 25     |
| Yvonne Daldossi        | 500 m    | 39,28 s      | 26     |
| Yvonne Daldossi        | 1000 m   | 1:19,33 min  | 30     |
| Francesca Lollobrigida | 1500 m   | 1:57,94 min  | 10     |
| Francesca Lollobrigida | 3000 m   | 4:08,58 min  | 13     |
| Männer                 |          |              |        |
| Mirko Giacomo Nenzi    | 500 m    | 35,51 s      | 30     |
| Mirko Giacomo Nenzi    | 1000 m   | 1:10,16 min  | 30     |
| Andrea Giovannini      | 1500 m   | 1:47,82 min  | 27     |
| Andrea Giovannini      | 5000 m   | 6:30,71 min  | 20     |
| Nicola Tumolero        | 5000 m   | 6:15,48 min  | 8      |
| Nicola Tumolero        | 10.000 m | 12:54,32 min | Bronze |
| Davide Ghiotto         | 5000 m   | 6:29,25 min  | 19     |
| Davide Ghiotto         | 10.000 m | 13:27,09 min | 12     |

| Athleten               | Wettbewerbe | Halbfinale | Halbfinale | Finale | Finale | Rang |
| Athleten               | Wettbewerbe | Punkte     | Rang       | Punkte | Rang   | Rang |
| ---------------------- | ----------- | ---------- | ---------- | ------ | ------ | ---- |
| Frauen                 |             |            |            |        |        |      |
| Francesca Bettrone     | Massenstart | 5          | 6          | 0      | 16     | 16   |
| Francesca Lollobrigida | Massenstart | 68         | 1          | 1      | 7      | 7    |
| Männer                 |             |            |            |        |        |      |
| Andrea Giovannini      | Massenstart | 41         | 2          | 0      | 12     | 12   |

| Athleten                                          | Wettbewerbe    | Viertelfinale | Viertelfinale | Halbfinale    | Halbfinale    | C-Finale | C-Finale | Rang |
| Athleten                                          | Wettbewerbe    | Gegner        | Zeit          | Gegner        | Zeit          | Gegner   | Zeit     | Rang |
| ------------------------------------------------- | -------------- | ------------- | ------------- | ------------- | ------------- | -------- | -------- | ---- |
| Männer                                            |                |               |               |               |               |          |          |      |
| Andrea Giovannini Riccardo Bugari Nicola Tumolero | Teamverfolgung | Südkorea      | 3:41,64 min   | ausgeschieden | ausgeschieden | Japan    | DSQ      | 6    |

### Freestyle-Skiing
| Athleten          | Wettbewerbe | Achtelfinale | Viertelfinale | Halbfinale    | Finale        | Rang |
| Athleten          | Wettbewerbe | Rang         | Rang          | Rang          | Rang          | Rang |
| ----------------- | ----------- | ------------ | ------------- | ------------- | ------------- | ---- |
| Frauen            |             |              |               |               |               |      |
| Lucrezia Fantelli | Skicross    | DNS          | DNS           | DNS           | DNS           | DNS  |
| Debora Pixner     | Skicross    | 2            | 3             | ausgeschieden | ausgeschieden | 11   |
| Männer            |             |              |               |               |               |      |
| Siegmar Klotz     | Skicross    | 3            | ausgeschieden | ausgeschieden | ausgeschieden | 20   |
| Stefan Thanei     | Skicross    | 3            | ausgeschieden | ausgeschieden | ausgeschieden | 19   |

### Nordische Kombination
| Athleten                                                         | Wettbewerb    | Skispringen | Skispringen | Langlauf    | Langlauf | Rang |
| Athleten                                                         | Wettbewerb    | Punkte      | Rang        | Zeit        | Rang     | Rang |
| ---------------------------------------------------------------- | ------------- | ----------- | ----------- | ----------- | -------- | ---- |
| Männer                                                           |               |             |             |             |          |      |
| Raffaele Buzzi                                                   | Normalschanze | 74,6        | 40          | 25:29,1 min | 33       | 40   |
| Raffaele Buzzi                                                   | Großschanze   | 87,9        | 35          | 24:02,5 min | 18       | 34   |
| Aaron Kostner                                                    | Normalschanze | 89,2        | 30          | 25:44,4 min | 36       | 37   |
| Aaron Kostner                                                    | Großschanze   | 71,2        | 47          | 25:17,5 min | 38       | 44   |
| Alessandro Pittin                                                | Normalschanze | 77,4        | 38          | 23:48,9 min | 1        | 19   |
| Alessandro Pittin                                                | Großschanze   | 82,2        | 40          | 23:13,9 min | 1        | 27   |
| Lukas Runggaldier                                                | Normalschanze | 73,6        | 41          | 24:03,2 min | 5        | 32   |
| Lukas Runggaldier                                                | Großschanze   | 77,9        | 45          | 23:32,7 min | 11       | 36   |
| Raffaele Buzzi Aaron Kostner Alessandro Pittin Lukas Runggaldier | Mannschaft    | 291,8       | 10          | 47:17,1 min | 4        | 8    |

### Rennrodeln
| Athlet                                                        | Wettbewerb   | Lauf 1       | Lauf 1 | Lauf 2   | Lauf 2 | Lauf 3   | Lauf 3 | Lauf 4   | Lauf 4 | Gesamt       | Gesamt |
| Athlet                                                        | Wettbewerb   | Zeit         | Rang   | Zeit     | Rang   | Zeit     | Rang   | Zeit     | Rang   | Zeit         | Rang   |
| ------------------------------------------------------------- | ------------ | ------------ | ------ | -------- | ------ | -------- | ------ | -------- | ------ | ------------ | ------ |
| Frauen                                                        |              |              |        |          |        |          |        |          |        |              |        |
| Sandra Robatscher                                             | Einsitzer    | 46,620 s     | 12     | 47,116 s | 24     | 47,083 s | 17     | 46,746 s | 9      | 3:07,565 min | 14     |
| Andrea Vötter                                                 | Einsitzer    | 46,577 s     | 10     | 46,483 s | 11     | 46,907 s | 15     | 46,892 s | 13     | 3:06,859 min | 10     |
| Männer                                                        |              |              |        |          |        |          |        |          |        |              |        |
| Dominik Fischnaller                                           | Einsitzer    | 47,930 s     | 10     | 47,967 s | 16     | 47,562 s | 3      | 47,475 s | 1      | 3:10,934 min | 4      |
| Kevin Fischnaller                                             | Einsitzer    | 47,853 s     | 8      | 47,793 s | 5      | 47,596 s | 5      | 47,812 s | 8      | 3:11,054 min | 7      |
| Emanuel Rieder                                                | Einsitzer    | 48,040 s     | 14     | 48,047 s | 17     | 47,972 s | 18     | 48,082 s | 18     | 3:12,141 min | 17     |
| Ivan Nagler Fabian Malleier                                   | Doppelsitzer | 46,320 s     | 8      | 46,243 s | 7      | –        | –      | –        | –      | 1:32,563 min | 7      |
| Ludwig Rieder Patrick Rastner                                 | Doppelsitzer | 46,709 s     | 14     | 46,567 s | 15     | –        | –      | –        | –      | 1:33,276 min | 15     |
| Mixed                                                         |              |              |        |          |        |          |        |          |        |              |        |
| Andrea Vötter Dominik Fischnaller Ivan Nagler Fabian Malleier | Teamstaffel  | 2:25,093 min | 5      | –        | –      | –        | –      | –        | –      | 2:25,093 min | 5      |

### Shorttrack
| Athlet                                                         | Wettbewerb     | Vorlauf      | Vorlauf | Viertelfinale | Viertelfinale | Halbfinale    | Halbfinale    | Finale A/B    | Finale A/B    | Rang          |
| Athlet                                                         | Wettbewerb     | Zeit         | Rang    | Zeit          | Rang          | Zeit          | Rang          | Zeit          | Rang          | Rang          |
| -------------------------------------------------------------- | -------------- | ------------ | ------- | ------------- | ------------- | ------------- | ------------- | ------------- | ------------- | ------------- |
| Männer                                                         |                |              |         |               |               |               |               |               |               |               |
| Yuri Confortola                                                | 500 m          | 40,869 s     | 3       | ausgeschieden | ausgeschieden | ausgeschieden | ausgeschieden | ausgeschieden | ausgeschieden | 21            |
| Yuri Confortola                                                | 1000 m         | 1:25,297 min | 2       | 1:24,383 min  | 2             | 1:26,626 min  | 3             | 1:27,712 min  | 3             | 7             |
| Yuri Confortola                                                | 1500 m         | DSQ          | DSQ     | −             | −             | ausgeschieden | ausgeschieden | ausgeschieden | ausgeschieden | ausgeschieden |
| Tommaso Dotti                                                  | 1000 m         | 1:25,369 min | 3       | ausgeschieden | ausgeschieden | ausgeschieden | ausgeschieden | ausgeschieden | ausgeschieden | 22            |
| Tommaso Dotti                                                  | 1500 m         | 2:16,177 min | 4       | −             | −             | ausgeschieden | ausgeschieden | ausgeschieden | ausgeschieden | 25            |
| Frauen                                                         |                |              |         |               |               |               |               |               |               |               |
| Arianna Fontana                                                | 500 m          | 43,214 s     | 1       | 43,128 s      | 1             | 42,635 s      | 2             | 42,569 s      | 1             | Gold          |
| Arianna Fontana                                                | 1000 m         | 1:30,676 min | 1       | 1:30,074 min  | 1             | 1:29,156 min  | 2             | 1:30,656 min  | 3             | Bronze        |
| Arianna Fontana                                                | 1500 m         | 2:28,494 min | 1       | −             | −             | 2:34,489 min  | 2             | 2:27,475 min  | 7             | 7             |
| Cynthia Mascitto                                               | 1000 m         | 1:32,926 min | 4       | ausgeschieden | ausgeschieden | ausgeschieden | ausgeschieden | ausgeschieden | ausgeschieden | 26            |
| Lucia Peretti                                                  | 500 m          | 43,994 s     | 4       | ausgeschieden | ausgeschieden | ausgeschieden | ausgeschieden | ausgeschieden | ausgeschieden | 27            |
| Martina Valcepina                                              | 500 m          | 43,698 s     | 1       | 43,023 s      | 3             | ausgeschieden | ausgeschieden | ausgeschieden | ausgeschieden | 9             |
| Martina Valcepina                                              | 1500 m         | 2:31,370 min | 3       | −             | −             | 2:24,171 min  | 4             | DSQ           | DSQ           | 12            |
| Arianna Fontana Lucia Peretti Cecilia Maffei Martina Valcepina | 3000-m-Staffel | −            | −       | −             | −             | 4:05,918 min  | 2             | 4:15,901 min  | 2             | Silber        |

### Skeleton
| Athlet               | Lauf 1  | Lauf 1 | Lauf 2  | Lauf 2 | Lauf 3  | Lauf 3 | Lauf 4        | Lauf 4        | Gesamt      | Gesamt |
| Athlet               | Zeit    | Rang   | Zeit    | Rang   | Zeit    | Rang   | Zeit          | Rang          | Zeit        | Rang   |
| -------------------- | ------- | ------ | ------- | ------ | ------- | ------ | ------------- | ------------- | ----------- | ------ |
| Männer               |         |        |         |        |         |        |               |               |             |        |
| Joseph Luke Cecchini | 51,88 s | 24     | 51,80 s | 25     | 51,96 s | 26     | ausgeschieden | ausgeschieden | 2:35,64 min | 27     |

### Ski Alpin
| Athleten            | Wettbewerbe  | 1. Lauf     | 1. Lauf | 2. Lauf       | 2. Lauf       | Gesamt        | Gesamt        |
| Athleten            | Wettbewerbe  | Zeit        | Rang    | Zeit          | Rang          | Zeit          | Rang          |
| ------------------- | ------------ | ----------- | ------- | ------------- | ------------- | ------------- | ------------- |
| Männer              |              |             |         |               |               |               |               |
| Emanuele Buzzi      | Abfahrt      | −           | −       | −             | −             | 1:42,84 min   | 22            |
| Luca De Aliprandini | Riesenslalom | DSQ         | DSQ     | ausgeschieden | ausgeschieden | ausgeschieden | ausgeschieden |
| Florian Eisath      | Riesenslalom | 1:10,46 min | 17      | 1:10,72 min   | 18            | 2:21,18 min   | 14            |
| Peter Fill          | Abfahrt      | −           | −       | −             | −             | 1:41,08 min   | 6             |
| Peter Fill          | Super-G      | −           | −       | −             | −             | DNF           | DNF           |
| Peter Fill          | Kombination  | 1:19,92 min | 6       | DNF           | DNF           | ausgeschieden | ausgeschieden |
| Stefano Gross       | Slalom       | 49,27 s     | 14      | 51,44 s       | 16            | 1:40,71 min   | 16            |
| Christof Innerhofer | Abfahrt      | −           | −       | −             | −             | 1:42,23 min   | 17            |
| Christof Innerhofer | Super-G      | −           | −       | −             | −             | 1:25,90 min   | 16            |
| Christof Innerhofer | Kombination  | 1:19,77 min | 5       | 49,98 s       | 25            | 2:09,75 min   | 14            |
| Matteo Marsaglia    | Super-G      | −           | −       | −             | −             | 1:26,11 min   | 20            |
| Manfred Mölgg       | Riesenslalom | 1:10,03 min | 15      | 1:11,01 min   | 21            | 2:21,04 min   | 13            |
| Manfred Mölgg       | Slalom       | 48,40 s     | 4       | 51,84 s       | 23            | 1:40,24 min   | 12            |
| Dominik Paris       | Abfahrt      | −           | −       | −             | −             | 1:40,79 min   | 4             |
| Dominik Paris       | Super-G      | −           | −       | −             | −             | 1:25,18 min   | 7             |
| Dominik Paris       | Kombination  | 1:20,01 min | 8       | DNF           | DNF           | ausgeschieden | ausgeschieden |
| Riccardo Tonetti    | Riesenslalom | 1:09,02 min | 4       | DNF           | DNF           | ausgeschieden | ausgeschieden |
| Riccardo Tonetti    | Slalom       | DNF         | DNF     | ausgeschieden | ausgeschieden | ausgeschieden | ausgeschieden |
| Riccardo Tonetti    | Kombination  | 1:21,99 min | 38      | 48,22 s       | 12            | 2:10,21 min   | 18            |
| Alex Vinatzer       | Slalom       | DNF         | DNF     | ausgeschieden | ausgeschieden | ausgeschieden | ausgeschieden |
| Frauen              |              |             |         |               |               |               |               |
| Marta Bassino       | Riesenslalom | 1:11,19 min | 5       | 1:09,50 min   | 7             | 2:20,69 min   | 5             |
| Marta Bassino       | Slalom       | DNF         | DNF     | ausgeschieden | ausgeschieden | ausgeschieden | ausgeschieden |
| Marta Bassino       | Kombination  | 1:11,19 min | 5       | 1:09,50 min   | 7             | 2:20,69 min   | 5             |
| Federica Brignone   | Abfahrt      | −           | −       | −             | −             | DNF           | DNF           |
| Federica Brignone   | Super-G      | −           | −       | −             | −             | 1:21,49 min   | 6             |
| Federica Brignone   | Riesenslalom | 1:10,91 min | 3       | 1:09,57 min   | 8             | 2:20,48 min   | Bronze        |
| Federica Brignone   | Kombination  | 1:10,91 min | 3       | 1:09,57 min   | 8             | 2:20,48 min   | Bronze        |
| Chiara Costazza     | Slalom       | 49,83 s     | 7       | 50,77 s       | 17            | 1:40,60 min   | 9             |
| Irene Curtoni       | Slalom       | 51,15 s     | 14      | 49,89 s       | 7             | 1:41,04 min   | 10            |
| Nicol Delago        | Abfahrt      | −           | −       | −             | −             | DNF           | DNF           |
| Nadia Fanchini      | Abfahrt      | −           | −       | −             | −             | DNF           | DNF           |
| Nadia Fanchini      | Super-G      | −           | −       | −             | −             | 1:21,88 min   | 12            |
| Sofia Goggia        | Abfahrt      | −           | −       | −             | −             | 1:39,22 min   | Gold          |
| Sofia Goggia        | Super-G      | −           | −       | −             | −             | 1:21,65 min   | 11            |
| Sofia Goggia        | Riesenslalom | 1:11,64 min | 10      | 1:10,16 min   | 18            | 2:21,80 min   | 11            |
| Sofia Goggia        | Kombination  | DNF         | DNF     | ausgeschieden | ausgeschieden | ausgeschieden | ausgeschieden |
| Manuela Mölgg       | Riesenslalom | 1:10,62 min | 1       | 1:10,58 min   | 23            | 2:21,20 min   | 8             |
| Manuela Mölgg       | Slalom       | 51,40 s     | 17      | 51,35 s       | 25            | 1:42,75 min   | 23            |
| Johanna Schnarf     | Super-G      | −           | −       | −             | −             | 1:21,27 min   | 5             |
| Johanna Schnarf     | Kombination  | DNF         | DNF     | ausgeschieden | ausgeschieden | ausgeschieden | ausgeschieden |

| Athleten                                                     | Wettbewerbe             | Achtelfinale | Achtelfinale | Viertelfinale | Viertelfinale | Halbfinale    | Halbfinale    | Finale/Platz 3 | Finale/Platz 3 | Rang |
| Athleten                                                     | Wettbewerbe             | Gegner       | Punkte       | Gegner        | Punkte        | Gegner        | Punkte        | Gegner         | Punkte         | Rang |
| ------------------------------------------------------------ | ----------------------- | ------------ | ------------ | ------------- | ------------- | ------------- | ------------- | -------------- | -------------- | ---- |
| Mixed                                                        |                         |              |              |               |               |               |               |                |                |      |
| Chiara Costazza Irene Curtoni Riccardo Tonetti Alex Vinatzer | Riesenslalom Mannschaft | Tschechien   | 3:1          | Frankreich    | 1:3           | ausgeschieden | ausgeschieden | ausgeschieden  | ausgeschieden  | 5    |

### Skilanglauf
| Athleten                                                                        | Wettbewerbe       | Zeit        | Rang |
| ------------------------------------------------------------------------------- | ----------------- | ----------- | ---- |
| Männer                                                                          |                   |             |      |
| Mirco Bertolina                                                                 | 15 km Freistil    | 36:33,5 min | 44   |
| Francesco De Fabiani                                                            | 30 km Skiathlon   | 1:17:54,9 h | 20   |
| Francesco De Fabiani                                                            | 50 km klassisch   | 2:17:14,3 h | 22   |
| Dietmar Nöckler                                                                 | 15 km Freistil    | DNF         | DNF  |
| Dietmar Nöckler                                                                 | 30 km Skiathlon   | 1:19:55,5 h | 37   |
| Dietmar Nöckler                                                                 | 50 km klassisch   | 2:16:29,2 h | 21   |
| Maicol Rastelli                                                                 | 50 km klassisch   | 2:15:10,0 h | 19   |
| Sergio Rigoni                                                                   | 15 km Freistil    | 38:03,0 min | 72   |
| Sergio Rigoni                                                                   | 30 km Skiathlon   | 1:22:54,9 h | 48   |
| Giandomenico Salvadori                                                          | 30 km Skiathlon   | 1:18:36,9 h | 26   |
| Giandomenico Salvadori                                                          | 50 km klassisch   | 2:13:45,4 h | 16   |
| Stefan Zelger                                                                   | 15 km Freistil    | 37:27,9 min | 60   |
| Francesco De Fabiani Federico Pellegrino Maicol Rastelli Giandomenico Salvadori | 4 × 10 km Staffel | 1:35:40,1 h | 7    |
| Frauen                                                                          |                   |             |      |
| Elisa Brocard                                                                   | 10 km Freistil    | 27:34,8 min | 29   |
| Elisa Brocard                                                                   | 15 km Skiathlon   | 43:17,6 min | 26   |
| Elisa Brocard                                                                   | 30 km klassisch   | 1:33:33,5 h | 27   |
| Anna Comarella                                                                  | 15 km Skiathlon   | 44:25,9 min | 37   |
| Anna Comarella                                                                  | 30 km klassisch   | 1:35:48,7 h | 34   |
| Ilaria Debertolis                                                               | 10 km Freistil    | 27:41,2 min | 31   |
| Ilaria Debertolis                                                               | 15 km Skiathlon   | 45:44,6 min | 49   |
| Sara Pellegrini                                                                 | 10 km Freistil    | 28:01,5 min | 38   |
| Sara Pellegrini                                                                 | 15 km Skiathlon   | 44:16,3 min | 35   |
| Sara Pellegrini                                                                 | 30 km klassisch   | 1:36:07,3 h | 35   |
| Lucia Scardoni                                                                  | 10 km Freistil    | 28:04,1 min | 39   |
| Lucia Scardoni                                                                  | 30 km klassisch   | 1:40:26,3 h | 41   |
| Elisa Brocard Anna Comarella Ilaria Debertolis Lucia Scardoni                   | 4 × 5 km Staffel  | 54:22,0 min | 9    |

| Athleten                            | Wettbewerbe      | Qualifikation | Qualifikation | Viertelfinale | Viertelfinale | Halbfinale    | Halbfinale    | Finale        | Finale        | Rang   |
| Athleten                            | Wettbewerbe      | Zeit          | Rang          | Zeit          | Rang          | Zeit          | Rang          | Zeit          | Rang          | Rang   |
| ----------------------------------- | ---------------- | ------------- | ------------- | ------------- | ------------- | ------------- | ------------- | ------------- | ------------- | ------ |
| Männer                              |                  |               |               |               |               |               |               |               |               |        |
| Federico Pellegrino                 | Sprint klassisch | 3:13,18 min   | 9             | 3:10,55 min   | 1             | 3:06,17 min   | 2             | 3:07,09 min   | 2             | Silber |
| Maicol Rastelli                     | Sprint klassisch | 3:11,32 min   | 4             | 3:14,38 min   | 6             | ausgeschieden | ausgeschieden | ausgeschieden | ausgeschieden | 26     |
| Mirco Bertolina                     | Sprint klassisch | 3:20,07 min   | 41            | ausgeschieden | ausgeschieden | ausgeschieden | ausgeschieden | ausgeschieden | ausgeschieden | 40     |
| Stefan Zelger                       | Sprint klassisch | 3:20,18 min   | 42            | ausgeschieden | ausgeschieden | ausgeschieden | ausgeschieden | ausgeschieden | ausgeschieden | 41     |
| Dietmar Nöckler Federico Pellegrino | Teamsprint       | −             | −             | −             | −             | 16:07,19 min  | 4             | 16:14,81 min  | 5             | 5      |
| Frauen                              |                  |               |               |               |               |               |               |               |               |        |
| Gaia Vuerich                        | Sprint klassisch | 3:19,01 min   | 18            | 3:21,65 min   | 5             | ausgeschieden | ausgeschieden | ausgeschieden | ausgeschieden | 21     |
| Lucia Scardoni                      | Sprint klassisch | 3:23,32 min   | 28            | 3:22,49 min   | 5             | ausgeschieden | ausgeschieden | ausgeschieden | ausgeschieden | 24     |
| Greta Laurent                       | Sprint klassisch | 3:25,54 min   | 32            | ausgeschieden | ausgeschieden | ausgeschieden | ausgeschieden | ausgeschieden | ausgeschieden | 32     |
| Elisa Brocard Gaia Vuerich          | Teamsprint       | −             | −             | −             | −             | 16:07,19 min  | 8             | ausgeschieden | ausgeschieden | 13     |

### Skispringen
| Athleten                                                       | Wettbewerbe            | Qualifikation | Qualifikation | Qualifikation | 1. Durchgang  | 1. Durchgang  | 1. Durchgang  | 2. Durchgang  | 2. Durchgang  | 2. Durchgang  | Gesamt        | Gesamt        |
| Athleten                                                       | Wettbewerbe            | Weite         | Punkte        | Rang          | Weite         | Punkte        | Rang          | Weite         | Punkte        | Rang          | Punkte        | Rang          |
| -------------------------------------------------------------- | ---------------------- | ------------- | ------------- | ------------- | ------------- | ------------- | ------------- | ------------- | ------------- | ------------- | ------------- | ------------- |
| Frauen                                                         |                        |               |               |               |               |               |               |               |               |               |               |               |
| Evelyn Insam                                                   | Normalschanze          | −             | −             | −             | 72,0 m        | 46,4          | 34            | ausgeschieden | ausgeschieden | ausgeschieden | 46,4          | 34            |
| Lara Malsiner                                                  | Normalschanze          | −             | −             | −             | 88,5 m        | 90,2          | 16            | 92,5 m        | 89,3          | 15            | 179,5         | 15            |
| Manuela Malsiner                                               | Normalschanze          | −             | −             | −             | 86,5 m        | 79,6          | 20            | 89,0 m        | 83,8          | 22            | 163,4         | 18            |
| Elena Runggaldier                                              | Normalschanze          | −             | −             | −             | 71,5 m        | 48,8          | 33            | ausgeschieden | ausgeschieden | ausgeschieden | 48,8          | 33            |
| Männer                                                         |                        |               |               |               |               |               |               |               |               |               |               |               |
| Davide Bresadola                                               | Normalschanze          | 88,0 m        | 95,8          | 37            | 95,0 m        | 92,0          | 35            | ausgeschieden | ausgeschieden | ausgeschieden | 92,0          | 35            |
| Davide Bresadola                                               | Großschanze            | 117,0 m       | 80,0          | 42            | 124,0 m       | 89,1          | 47            | ausgeschieden | ausgeschieden | ausgeschieden | 89,1          | 47            |
| Federico Cecon                                                 | Normalschanze          | 86,0 m        | 87,0          | 49            | 85,5 m        | 72,3          | 48            | ausgeschieden | ausgeschieden | ausgeschieden | 72,3          | 48            |
| Federico Cecon                                                 | Großschanze            | 100,5 m       | 50,3          | 54            | ausgeschieden | ausgeschieden | ausgeschieden | ausgeschieden | ausgeschieden | ausgeschieden | ausgeschieden | ausgeschieden |
| Sebastian Colloredo                                            | Normalschanze          | 91,0 m        | 97,9          | 36            | 91,0 m        | 83,8          | 42            | ausgeschieden | ausgeschieden | ausgeschieden | 83,8          | 42            |
| Sebastian Colloredo                                            | Großschanze            | 107,5 m       | 68,1          | 50            | 121,0 m       | 102,7         | 40            | ausgeschieden | ausgeschieden | ausgeschieden | 102,7         | 40            |
| Alex Insam                                                     | Normalschanze          | 94,0 m        | 101,9         | 33            | 84,0 m        | 76,9          | 45            | ausgeschieden | ausgeschieden | ausgeschieden | 76,9          | 45            |
| Alex Insam                                                     | Großschanze            | 123,0 m       | 93,1          | 32            | 127,5 m       | 118,0         | 22            | 125,0 m       | 114,4         | 22            | 232,4         | 23            |
| Davide Bresadola Federico Cecon Alex Insam Sebastian Colloredo | Großschanze Mannschaft | −             | −             | −             | 453,5 m       | 364,5         | 11            | ausgeschieden | ausgeschieden | ausgeschieden | 364,5         | 11            |

### Snowboard
| Athleten       | Wettbewerbe | Qualifikation | Qualifikation | Finale        | Finale        | Rang |
| Athleten       | Wettbewerbe | Punkte        | Rang          | Punkte        | Rang          | Rang |
| -------------- | ----------- | ------------- | ------------- | ------------- | ------------- | ---- |
| Männer         |             |               |               |               |               |      |
| Alberto Maffei | Big Air     | 77,50         | 12            | ausgeschieden | ausgeschieden | 28   |

| Athleten           | Wettbewerbe           | Qualifikation | Qualifikation | Achtelfinale    | Achtelfinale  | Viertelfinale   | Viertelfinale | Halbfinale    | Halbfinale    | Finale/Platz 3 | Finale/Platz 3 | Rang |
| Athleten           | Wettbewerbe           | Gegner        | Zeit          | Gegner          | Zeit          | Gegner          | Zeit          | Gegner        | Zeit          | Gegner         | Zeit           | Rang |
| ------------------ | --------------------- | ------------- | ------------- | --------------- | ------------- | --------------- | ------------- | ------------- | ------------- | -------------- | -------------- | ---- |
| Frauen             |                       |               |               |                 |               |                 |               |               |               |                |                |      |
| Nadya Ochner       | Parallel-Riesenslalom | 1:33,80 min   | 18            | ausgeschieden   | ausgeschieden | ausgeschieden   | ausgeschieden | ausgeschieden | ausgeschieden | ausgeschieden  | ausgeschieden  | 18   |
| Männer             |                       |               |               |                 |               |                 |               |               |               |                |                |      |
| Edwin Coratti      | Parallel-Riesenslalom | 1:25,70 min   | 12            | Alexander Payer | –0,33 s       | Sylvain Dufour  | +0,19 s       | ausgeschieden | ausgeschieden | ausgeschieden  | ausgeschieden  | 8    |
| Mirko Felicetti    | Parallel-Riesenslalom | 1:27,56 min   | 29            | ausgeschieden   | ausgeschieden | ausgeschieden   | ausgeschieden | ausgeschieden | ausgeschieden | ausgeschieden  | ausgeschieden  | 29   |
| Roland Fischnaller | Parallel-Riesenslalom | 1:25,44 min   | 8             | Vic Wild        | –0,93 s       | Nevin Galmarini | +0,06 s       | ausgeschieden | ausgeschieden | ausgeschieden  | ausgeschieden  | 7    |
| Aaron March        | Parallel-Riesenslalom | 1:26,58 min   | 23            | ausgeschieden   | ausgeschieden | ausgeschieden   | ausgeschieden | ausgeschieden | ausgeschieden | ausgeschieden  | ausgeschieden  | 23   |

| Athleten           | Wettbewerbe    | Qualifikation | Qualifikation | Achtelfinale | Viertelfinale | Halbfinale    | Finale        | Rang |
| Athleten           | Wettbewerbe    | Zeit          | Rang          | Rang         | Rang          | Rang          | Rang          | Rang |
| ------------------ | -------------- | ------------- | ------------- | ------------ | ------------- | ------------- | ------------- | ---- |
| Frauen             |                |               |               |              |               |               |               |      |
| Raffaella Brutto   | Snowboardcross | 1:21,14 min   | 19            | −            | 3             | DNF           | 2             | 8    |
| Michela Moioli     | Snowboardcross | 1:16,97 min   | 2             | −            | 1             | 1             | 1             | Gold |
| Männer             |                |               |               |              |               |               |               |      |
| Michele Godino     | Snowboardcross | 1:14,96 min   | 28            | 3            | DNF           | ausgeschieden | ausgeschieden | 23   |
| Emanuel Perathoner | Snowboardcross | 1:14,62 min   | 18            | 4            | ausgeschieden | ausgeschieden | ausgeschieden | 15   |
| Lorenzo Sommariva  | Snowboardcross | 1:14,36 min   | 13            | 4            | ausgeschieden | ausgeschieden | ausgeschieden | 26   |
| Omar Visintin      | Snowboardcross | 1:13,25 min   | 2             | 4            | ausgeschieden | ausgeschieden | ausgeschieden | 25   |